# L'era glaciale (franchise)

Logo ufficiale del franchise

L'era glaciale (Ice Age) è un franchise cinematografico, sviluppato dai 20th Century Studios a partire dal 2002, con l'uscita del primo capitolo: L'era glaciale, diretto da Chris Wedge. 
Ambientato nell'era glaciale, segue le avventure di un gruppo di mammiferi preistorici: Manfred detto Manny (un mammut lanoso), Sid (un bradipo), Diego (uno smilodonte), Ellie (la moglie di Manny), Crash e Eddie (opossum) e Scrat (un mezzo scoiattolo mezzo ratto dai denti a sciabola) tra gli altri personaggi.
Tutti i film e i cortometraggi sono stati prodotti dalla 20th Century Animation. Sono stati co-prodotti da Blue Sky Studios fino alla sua chiusura. Fino ad oggi, sono stati realizzati cinque film: L'era glaciale (2002), L'era glaciale 2 - Il disgelo (2006), L'era glaciale 3 - L'alba dei dinosauri (2009), L'era glaciale 4 - Continenti alla deriva (2012) e L'era glaciale - In rotta di collisione (2016), oltre che una serie di cortometraggi relativi al franchise. Dopo l'acquisizione di 20th Century Fox da parte di The Walt Disney Company, i diritti della saga appartengono alla società.
Ha avuto un enorme successo sia di pubblico che commerciale, tranne il quinto capitolo che, nonostante abbia ottenuto un discreto successo commerciale, è stato stroncato da critica e accolto in modo contrastante dal pubblico. A partire da aprile 2016, il franchise ha generato 6 miliardi di dollari di entrate, rendendolo uno dei media franchise cinematografici di maggior incasso di tutti i tempi.

## Film

### L'era glaciale(2002)
Sid, un bradipo loquace, è stato abbandonato dalla sua famiglia e dalle mandrie di mammiferi che viaggiano verso sud. Incontra Manfred, un mammut che viaggia verso nord, e decide di seguirlo. Quando un accampamento umano viene attaccato dalle tigri dai denti a sciabola, una donna prende il suo bambino e salta in un fiume e cade giù da una cascata. Prima che scompaia, il bambino viene salvato da Manny e Sid. I due animali decidono di cercare il padre per restituirgli il bambino. Diego, una delle tigri che ha attaccato gli umani, si allea per salvare il bambino, e il trio forma un'inseparabile squadra durante il loro viaggio verso gli umani.

### L'era glaciale 2 - Il disgelo(2006)
Manny, Sid e Diego vivono attualmente in una grande valle circondata da un enorme muro di ghiaccio. Tuttavia, il trio scopre che il muro di ghiaccio è in realtà un muro che a malapena regge una massiccia quantità d'acqua che potrebbe inondare la valle. Un avvoltoio dice loro che c'è una barca all'altra estremità della valle che può salvarli tutti, ma hanno solo tre giorni per raggiungerla o morire. Manny inizia inoltre a temere di essere l'ultimo mammut rimasto. Lungo la strada incontrano Ellie, una femmina di mammut che pensa di essere un opossum, e i suoi fratelli opossum, Crash e Eddie. Mentre iniziano a viaggiare insieme, Manny impara, con l'aiuto di Diego e Sid, che deve superare il suo passato.

### L'era glaciale 3 - L'alba dei dinosauri(2009)
Manny e Ellie stanno aspettando il loro primo figlio, nel frattempo Scrat si innamora di una femmina di scoiattolo Scrattina. Nel frattempo, Diego è ansioso di sistemarsi per la vita domestica con la nuova famiglia di Manny. Sid inizia a desiderare una propria famiglia e ruba alcune uova di dinosauro che portano Sid a finire in uno strano mondo sotterraneo dove il suo branco deve salvarlo. La mandria incontra anche uno strano furetto con un occhio solo conosciuto come Buck che li aiuta nella loro ricerca.

### L'era glaciale 4 - Continenti alla deriva(2012)
Avendo luogo diversi anni dopo gli eventi del terzo film, con Pesca ora adolescente, la ricerca di ghiande di Scrat ha conseguenze che cambiano il mondo, separando Manny, Sid, Diego e la nonna di Sid dal resto del loro gruppo. Mentre cercano di tornare a casa, entrano in conflitto con una banda di pirati guidata da capitan Sbudella.

### L'era glaciale 5 - In rotta di collisione(2016)
Ambientato dopo gli eventi di Continenti alla deriva, la ricerca di Scrat sulla sua sfuggente ghianda lo catapulta fuori dalla Terra a bordo di un UFO, dove accidentalmente scatena una serie di eventi cosmici che trasformano e minacciano il pianeta. Per salvarsi dal pericolo, Manny, Sid, Diego e il resto del branco lasciano la loro casa e si riuniscono con Buck, che li conduce in un viaggio per trovare un modo per salvare il pianeta.

### L'era glaciale - Le avventure di Buck(2022)
Crash ed Eddie sono stanchi della loro solita routine e decidono di andare a vivere nel mondo dei dinosauri per vivere una vita d'avventura assieme a Buck e la sua fidanzata Zee, che colgono l'occasione per reclutarli nell'aiutarli a sconfiggere un perfido mini Triceratopo di nome Orson che vuole dominare il mondo perduto insieme ai suoi raptor. Nel frattempo, Manny, Sid, Diego ed Ellie tornano anche loro nel mondo perduto per recuperare i due fratelli opossum.

### L'era glaciale 6(2026)
Nel gennaio 2022 hanno iniziato a circolare rumor sulla produzione di un sesto film della saga, con Disney alla distribuzione. L'8 novembre 2024, durante il D23 Brasile, Disney annuncia ufficialmente il sesto film, in uscita nel 2026 e con il ritorno del cast principale (incluso Pegg).

## Cortometraggi

### La nuova avventura di Scrat
La nuova avventura di Scrat (Gone Nutty) è un cortometraggio animato del 2002, diretto da Carlos Saldanha, e originariamente pubblicato sul DVD de L'era glaciale. Il cortometraggio presenta il personaggio Scrat, che ha ancora problemi nel collezionare le sue amate ghiande. Nel 2003, il cortometraggio è stato candidato per il Premio Oscar come miglior cortometraggio animato.

### Una ghianda è per sempre
Una ghianda è per sempre (No Time for Nuts) è un cortometraggio animato del 2006, diretto da Chris Renaud e Mike Thurmeier, e originariamente pubblicato sul DVD de L'era glaciale 2: Il disgelo. Il cortometraggio segue Scrat all'inseguimento della sua amata ghianda, che è stato accidentalmente mandato indietro nel tempo da una macchina del tempo ghiacciata. Nel 2007, il cortometraggio è stato candidato per il Premio Oscar come miglior cortometraggio animato.

### Surviving Sid
Surviving Sid è un cortometraggio animato del 2008, diretto da Galen Tan Chu e Karen Disher. È stato originariamente pubblicato sul DVD e Blu-ray di Ortone e il mondo dei Chi. A differenza dei primi due cortometraggi de L'era glaciale, Surviving Sid si concentra su Sid, che incompetentemente "guida" un piccolo gruppo di cuccioli in campeggio.

### Un continente di risate
Un continente di risate (Scrat's Continental Crack-Up) è la prima parte di un cortometraggio del 2012.

### Un continente di risate: Parte 2
Un continente di risate: Parte 2 (Scrat's Continental Crack-Up: Part 2) è la seconda parte di un cortometraggio del 2012.

### Scrat-tastrofe cosmica
Scrat-tastrofe cosmica (Cosmic Scrat-tastrophe) è un cortometraggio animato del 2015. Il cortometraggio segue ancora Scrat, che scopre un disco volante congelato in un blocco di ghiaccio e lo accende accidentalmente e finisce per creare il Sistema Solare attraverso una serie di contrattempi.

### Scrat: Catapultato nello spazio
Scrat: Catapultato nello spazio (Scrat: Spaced Out) è un cortometraggio animato del 2016. Il cortometraggio segue ancora Scrat, cercando di tornare sulla Terra dopo gli eventi in Scrat-tastrofe cosmica.

### The End
The End è un cortometraggio di 34 secondi pubblicato il 13 aprile 2022 su YouTube. Si tratta dell'ultimo lavoro di alcuni ex-dipendenti della Blue Sky Studios (chiusa l'anno precedente). Dopo anni di sfortuna e ricerca, Scrat riesce finalmente a recuperare e mangiare la sua ghianda, andandosene soddisfatto.

## Televisione

### L'era Natale
L'era Natale (Ice Age: A Mammoth Christmas) è un cortometraggio animato del 2011.
Nel mezzo della decorazione per le festività natalizie, Sid distrugge accidentalmente le decorazioni preferite di Manny. Sid, convinto da Manny di essere ora nella lista dei cattivi di Babbo Natale, parte con Crash, Eddie e Pesca per il Polo Nord per tornare sulla lista dei buoni di Babbo Natale. Quando arrivano al Polo Nord, Sid e la sua squadra distruggono accidentalmente il laboratorio di Babbo Natale. Quando Manny, Ellie e Diego, preoccupati per la sicurezza di Pesca, arrivano al Polo Nord, devono unirsi e salvare il Natale.

### L'era glaciale: La grande caccia alle uova
L'era glaciale: La grande caccia alle uova (Ice Age: The Great Egg-Scapade) è un cortometraggio animato del 2016.
Il cortometraggio è dedicato a una mamma Diatryma che affida a Sid il suo prezioso e rapido uovo. Quando lo consiglia ai suoi vicini - una madre condor, un papà Calicotherio e una coppia di gliptodonti - espongono le proprie uova al suo nuovo servizio.
Tuttavia, il malvagio coniglio pirata Sguincio, che sta cercando vendetta sul branco, ruba, mimetizza e nasconde tutte le uova. Ancora una volta, con il fratello gemello di Sguincio, Clint, assistendo, Manny, Diego e il resto del branco vengono in soccorso e partono per una missione audace che diventa la prima caccia alle uova di Pasqua al mondo.

### L'era glaciale: I racconti di Scrat
Nel 2022 esce sulla piattaforma Disney+ una serie animata dedicata a Scrat, che si deve occupare di crescere suo figlio. Si tratta della prima serie televisiva della saga.

## Personaggi

### Lungometraggi
| Characters                  | L'era glaciale         | Il disgelo            | L'alba dei dinosauri  | Continenti alla deriva | In rotta di collisione | Le avventure di Buck  |                       |                       |                       |                       |                       |                       |                       |
| Characters                  | 2002                   | 2006                  | 2009                  | 2012                   | 2016                   | 2022                  |                       |                       |                       |                       |                       |                       |                       |
| Characters                  | Personaggi principali  | Personaggi principali | Personaggi principali | Personaggi principali  | Personaggi principali  | Personaggi principali | Personaggi principali | Personaggi principali | Personaggi principali | Personaggi principali | Personaggi principali | Personaggi principali | Personaggi principali |
| --------------------------- | ---------------------- | --------------------- | --------------------- | ---------------------- | ---------------------- | --------------------- | --------------------- | --------------------- | --------------------- | --------------------- | --------------------- | --------------------- | --------------------- |
| Manny                       | Ray Romano             | Ray Romano            | Ray Romano            | Ray Romano             | Ray Romano             | Ray Romano            |                       |                       |                       |                       |                       |                       |                       |
| Sid                         | John Leguizamo         | John Leguizamo        | John Leguizamo        | John Leguizamo         | John Leguizamo         | John Leguizamo        |                       |                       |                       |                       |                       |                       |                       |
| Diego                       | Denis Leary            | Denis Leary           | Denis Leary           | Denis Leary            | Denis Leary            | Denis Leary           |                       |                       |                       |                       |                       |                       |                       |
| Scrat                       | Chris Wedge            | Chris Wedge           | Chris Wedge           | Chris Wedge            | Chris Wedge            | Chris Wedge           |                       |                       |                       |                       |                       |                       |                       |
| Ellie                       |                        | Queen Latifah         | Queen Latifah         | Queen Latifah          | Queen Latifah          | Queen Latifah         |                       |                       |                       |                       |                       |                       |                       |
| Crash                       |                        | Seann William Scott   | Seann William Scott   | Seann William Scott    | Seann William Scott    | Vincent Tong          |                       |                       |                       |                       |                       |                       |                       |
| Eddie                       |                        | Josh Peck             | Josh Peck             | Josh Peck              | Josh Peck              | Aaron Harris          |                       |                       |                       |                       |                       |                       |                       |
| Buck                        |                        |                       | Simon Pegg            | Cameo silenzioso       | Simon Pegg             | Simon Pegg            |                       |                       |                       |                       |                       |                       |                       |
| Pesca                       |                        |                       | Personaggio muto      | Keke Palmer            | Keke Palmer            |                       |                       |                       |                       |                       |                       |                       |                       |
| Nonnina                     |                        |                       |                       | Wanda Sykes            | Wanda Sykes            |                       |                       |                       |                       |                       |                       |                       |                       |
| Shira                       |                        |                       |                       | Jennifer Lopez         | Jennifer Lopez         | Jennifer Lopez        |                       |                       |                       |                       |                       |                       |                       |
| Julian                      |                        |                       |                       |                        | Adam DeVine            |                       |                       |                       |                       |                       |                       |                       |                       |
| Personaggi ricorrenti       |                        |                       |                       |                        |                        |                       |                       |                       |                       |                       |                       |                       |                       |
| Roshan                      | Tara Strong            |                       |                       |                        |                        |                       |                       |                       |                       |                       |                       |                       |                       |
| Soto                        | Goran Višnjić          |                       |                       |                        |                        |                       |                       |                       |                       |                       |                       |                       |                       |
| Zeke                        | Jack Black             |                       |                       |                        |                        |                       |                       |                       |                       |                       |                       |                       |                       |
| Oscar                       | Diedrich Bader         |                       |                       |                        |                        |                       |                       |                       |                       |                       |                       |                       |                       |
| Lenny                       | Alan Tudyk             |                       |                       |                        |                        |                       |                       |                       |                       |                       |                       |                       |                       |
| Carl                        | Cedric the Entertainer |                       |                       |                        |                        |                       |                       |                       |                       |                       |                       |                       |                       |
| Frank                       | Stephen Root           |                       |                       |                        |                        |                       |                       |                       |                       |                       |                       |                       |                       |
| Tony lo svelto              |                        | Jay Leno              |                       |                        |                        |                       |                       |                       |                       |                       |                       |                       |                       |
| L'uccello del malaugurio    |                        | Will Arnett           |                       |                        |                        |                       |                       |                       |                       |                       |                       |                       |                       |
| Cretaceo                    |                        | Personaggi muti       |                       |                        |                        |                       |                       |                       |                       |                       |                       |                       |                       |
| Tornado                     |                        | Personaggi muti       |                       |                        |                        |                       |                       |                       |                       |                       |                       |                       |                       |
| Scrattina                   |                        |                       | Karen Disher          |                        |                        |                       |                       |                       |                       |                       |                       |                       |                       |
| Rudy                        |                        |                       | Personaggio muto      | Personaggio muto       |                        |                       |                       |                       |                       |                       |                       |                       |                       |
| Mamma Zilla                 |                        |                       | Personaggi muti       |                        |                        |                       |                       |                       |                       |                       |                       |                       |                       |
| Gustuovo, Chiara e Tuorlino |                        |                       | Carlos Saldanha       |                        |                        |                       |                       |                       |                       |                       |                       |                       |                       |
| Louis                       |                        |                       |                       | Josh Gad               | Cameo silenzioso       |                       |                       |                       |                       |                       |                       |                       |                       |
| Capitan Sbudella            |                        |                       |                       | Peter Dinklage         |                        |                       |                       |                       |                       |                       |                       |                       |                       |
| Sguincio                    |                        |                       |                       | Aziz Ansari            |                        |                       |                       |                       |                       |                       |                       |                       |                       |
| Pachi                       |                        |                       |                       | Nick Frost             |                        |                       |                       |                       |                       |                       |                       |                       |                       |
| Gura                        |                        |                       |                       | Rebel Wilson           |                        |                       |                       |                       |                       |                       |                       |                       |                       |
| Gandhalì                    |                        |                       |                       | Kunal Nayyar           |                        |                       |                       |                       |                       |                       |                       |                       |                       |
| Gabién                      |                        |                       |                       | Alain Chabat           |                        |                       |                       |                       |                       |                       |                       |                       |                       |
| Ariscratle                  |                        |                       |                       | Patrick Stewart        |                        |                       |                       |                       |                       |                       |                       |                       |                       |
| Milton                      |                        |                       |                       | Alan Tudyk             |                        |                       |                       |                       |                       |                       |                       |                       |                       |
| Eunice                      |                        |                       |                       | Joy Behar              |                        |                       |                       |                       |                       |                       |                       |                       |                       |
| Marshall                    |                        |                       |                       | Ben Gleib              |                        |                       |                       |                       |                       |                       |                       |                       |                       |
| Zio Fungus                  |                        |                       |                       | Eddie "Piolín" Sotelo  |                        |                       |                       |                       |                       |                       |                       |                       |                       |
| Ethan                       |                        |                       |                       | Drake                  |                        |                       |                       |                       |                       |                       |                       |                       |                       |
| Steffie                     |                        |                       |                       | Nicki Minaj            |                        |                       |                       |                       |                       |                       |                       |                       |                       |
| Katie                       |                        |                       |                       | Heather Morris         |                        |                       |                       |                       |                       |                       |                       |                       |                       |
| Meghan                      |                        |                       |                       | Alexandra Romano       |                        |                       |                       |                       |                       |                       |                       |                       |                       |
| Roger                       |                        |                       |                       |                        | Max Greenfield         |                       |                       |                       |                       |                       |                       |                       |                       |
| Gavin                       |                        |                       |                       |                        | Nick Offerman          |                       |                       |                       |                       |                       |                       |                       |                       |
| Gertie                      |                        |                       |                       |                        | Stephanie Beatriz      |                       |                       |                       |                       |                       |                       |                       |                       |
| Shangri Llama               |                        |                       |                       |                        | Jesse Tyler Ferguson   |                       |                       |                       |                       |                       |                       |                       |                       |
| Brooke                      |                        |                       |                       |                        | Jessie J               |                       |                       |                       |                       |                       |                       |                       |                       |
| Teddy                       |                        |                       |                       |                        | Michael Strahan        |                       |                       |                       |                       |                       |                       |                       |                       |
| Francine                    |                        |                       |                       |                        | Melissa Rauch          |                       |                       |                       |                       |                       |                       |                       |                       |

### Cortometraggi
| Personaggi | La nuova avventura di Scrat | Una ghianda è per sempre | Surviving Sid  | Scrat-tastrofe cosmica | Scrat: Catapultato nello spazio |  |
| Personaggi | 2002                        | 2006                     | 2008           | 2015                   | 2016                            |  |
| ---------- | --------------------------- | ------------------------ | -------------- | ---------------------- | ------------------------------- |  |
| Scrat      | Chris Wedge                 | Chris Wedge              | Chris Wedge    | Chris Wedge            | Chris Wedge                     |  |
| Sid        |                             | Cameo silenzioso         | John Leguizamo | John Leguizamo         | John Leguizamo                  |  |
| Claire     |                             |                          | Emily Osment   |                        |                                 |  |
| Cindy      |                             |                          | Maria Lark     |                        |                                 |  |
| Manny      |                             | Silent cameo             |                | Ray Romano             |                                 |  |
| Diego      |                             | Silent cameo             |                | Denis Leary            |                                 |  |
| Scratazons |                             |                          |                |                        | Karen Disher                    |  |

### Speciali televisivi
| Personaggi   | L'era Natale        | L'era glaciale: La grande caccia alle uova |
| Personaggi   | 2011                | 2016                                       |
| ------------ | ------------------- | ------------------------------------------ |
| Manny        | Ray Romano          | Ray Romano                                 |
| Sid          | John Leguizamo      | John Leguizamo                             |
| Diego        | Denis Leary         | Denis Leary                                |
| Scrat        | Chris Wedge         | Chris Wedge                                |
| Ellie        | Queen Latifah       | Queen Latifah                              |
| Crash        | Seann William Scott | Seann William Scott                        |
| Eddie        | Josh Peck           | Josh Peck                                  |
| Pesca        | Ciara Bravo         | Keke Palmer                                |
| Babbo Natale | Billy Gardell       |                                            |
| Saltarello   | T.J. Miller         |                                            |
| Ethel        |                     | Taraji P. Henson                           |
| Sguincio     |                     | Seth Green                                 |
| Clint        |                     | Blake Anderson                             |

## Creatori
| Film                                     | Registi                                     | Produttori                  | Produttori esecutivi          | Scrittori                                                                                         | Compositore  | Editori                             |
| ---------------------------------------- | ------------------------------------------- | --------------------------- | ----------------------------- | ------------------------------------------------------------------------------------------------- | ------------ | ----------------------------------- |
| L'era glaciale                           | Chris Wedge Carlos Saldanha (co-regista)    | Lori Forte                  | Chris Meledandri              | Sceneggiatura: Michael Berg, Michael J. Wilson and Peter Ackerman Storia: Michael J. Wilson       | David Newman | John Carnochan                      |
| L'era glaciale 2: Il disgelo             | Carlos Saldanha                             | Lori Forte                  | Carlos Saldanha e Chris Wedge | Sceneggiatura: Peter Gaulke, Gerry Swallow and Jim Hecht Storia: Peter Gaulke & Gerry Swallow     | John Powell  | Harry Hitner                        |
| L'era glaciale 3: L'alba dei dinosauri   | Carlos Saldanha Mike Thurmeier (co-regista) | Lori Forte & John C. Donkin | Chris Wedge                   | Sceneggiatura: Michael Berg, Peter Ackerman, Mike Reiss e Yoni Brenner Storia: Jason Carter Eaton | John Powell  | Harry Hitner                        |
| L'era glaciale 4: Continenti alla deriva | Steve Martino e Mike Thurmeier              | Lori Forte & John C. Donkin | Chris Wedge e Carlos Saldanha | Sceneggiatura: Michael Berg e Jason Fuchs Storia: Michael Berg & Lori Forte                       | John Powell  | James M. Palumbo e David Ian Salter |
| L'era glaciale: In rotta di collisione   | Mike Thurmeier Galen T. Chu (co-regista)    | Lori Forte                  | Chris Wedge e Carlos Saldanha | Sceneggiatura: Michael J. Wilson, Michael Berg e Yoni Brenner Storia: Aubrey Solomon              | John Debney  | James M. Palumbo                    |
| L'era glaciale: Le avventure di Buck     | John C. Donkin                              | Lori Forte                  | Chris Wedge e Carlos Saldanha | Sceneggiatura: Jim Hect, Ray DeLaurentis, William Shrifin Storia: Jim Hect                        | Batu Sener   | Harry Hitner                        |

## Accoglienza

### Incassi
Tutti e cinque i film, prodotti con un budget totale di $ 429 milioni, hanno incassato oltre $ 3,2 miliardi in tutto il mondo, rendendo L'era glaciale il diciottesimo franchise di maggiore incasso di tutti i tempi, e il terzo franchise animato di maggior incasso mondiale dopo a Cattivissimo me e Shrek. I primi quattro film sono stati i film d'animazione che hanno incassato di più in ogni anno in cui sono stati pubblicati, e tra gli otto film che hanno incassato di più nei rispettivi anni di rilascio.
| Film                                     | Data di rilascio | Incassi      | Incassi        | Incassi        | Classifica | Classifica | Budget       |
| Film                                     | Data di rilascio | USA          | Internazionale | Mondiale       | USA        | Mondiale   | Budget       |
| ---------------------------------------- | ---------------- | ------------ | -------------- | -------------- | ---------- | ---------- | ------------ |
| L'era glaciale                           | 15 marzo 2002    | $176,387,405 | $206,869,731   | $383,257,136   | 189        | 193        | $59.000.000  |
| L'era glaciale 2: Il disgelo             | 31 marzo 2006    | $195,330,621 | $465,610,159   | $660,940,780   | 148        | 70         | $80.000.000  |
| L'era glaciale 3: L'alba dei dinosauri   | 1 luglio 2009    | $196,573,705 | $690,113,112   | $886,686,817   | 147        | 30         | $90.000.000  |
| L'era glaciale 4: Continenti alla deriva | 13 luglio 2012   | $161,321,843 | $715,922,939   | $877,244,782   | 225        | 32         | $95.000.000  |
| L'era glaciale: In rotta di collisione   | 22 luglio 2016   | $89,063,008  | $369,516,030   | $458,579,038   | 1,161      | 228        | $105.000.000 |
| Totale                                   | Totale           | $793,676,582 | $2,423,031,971 | $3,216,708,553 | 22         | 17         | $429.000.000 |

### Critica e recensioni pubbliche
| Film                                     | Pubblico            | Rotten Tomatoes      | Metacritic         | CinemaScore |
| ---------------------------------------- | ------------------- | -------------------- | ------------------ | ----------- |
| L'era glaciale                           | 92% (39 recensioni) | 77% (166 recensioni) | 60 (31 recensioni) | A           |
| L'era glaciale 2: Il disgelo             | 71% (40 recensioni) | 56% (144 recensioni) | 58 (29 recensioni) | A           |
| L'era glaciale 3: L'alba dei dinosauri   | 89% (70 recensioni) | 46% (161 recensioni) | 50 (25 recensioni) | A           |
| L'era glaciale 4: Continenti alla deriva | 62% (30 recensioni) | 37% (133 recensioni) | 49 (29 recensioni) | A-          |
| L'era glaciale: In rotta di collisione   | 50% (15 recensioni) | 18% (114 recensioni) | 34 (27 recensioni) | B+          |
| L'era glaciale - Le avventure di Buck    | 62% (16 recensioni) | 19% (114 recensioni) | 3%                 | B-          |

## Videogiochi
- L'era glaciale, realizzato nel 2002 da Ubisoft per Game Boy Advance.
- L'era glaciale 2: Il disgelo, realizzato nel 2006 da Sierra Entertainment per Wii, PlayStation 2, GameCube, Game Boy Advance, Nintendo DS, Xbox, e PC.
- L'era glaciale 3: L'alba dei dinosauri, realizzato nel 2009 da Activision per PC, Wii, DS, PS2, PlayStation 3, e Xbox 360.
- L'era glaciale: Il villaggio, realizzato e distribuito nel 2012 da Gameloft su iPhone, iPad e vari dispositivi Android, e dal 2013 su Windows Phone.
- L'era glaciale 4: Continenti alla deriva - Giochi polari, realizzato nel 2012 da Activision per Wii, Nintendo 3DS, Nintendo DS, e Xbox 360.
- L'era glaciale: Le avventure, realizzato e distribuito nel 2014 da Gameloft su iPhone, iPad, iPod touch, Android, Windows Phone e Windows 8.

## Spettacolo dal vivo
Ice Age Live! A Mammoth Adventure è uno spettacolo sul ghiaccio dal vivo che combina pattinaggio su ghiaccio, arti aeree, marionette e film, e racconta una nuova storia basata sui primi tre film de L'era glaciale. La trama inizia con la piccola mammut, Pesca, che viene rapita da una creatura malvagia simile un falco chiamata Ombra. Suo padre, Manny, parte per salvare Pesca, accompagnato da Sid e Diego. La loro missione ha successo, ma sulla strada di casa incontrano valanghe e cadute di massi, trasformandoli in un regno sotterraneo fantastico. 
È prodotto da Stage Entertainment Touring Productions e diretto da Guy Caron e Michael Curry. La musica e i testi sono stati scritti da Ella Louise Allaire e Martin Lord Ferguson. Con gli spettacoli in anteprima dal 19 al 21 ottobre 2012, a Cardiff, e dal 25 al 28 ottobre 2012, a Nottingham, A Mammoth Adventure è stato presentato ufficialmente il 2 novembre 2012, durante i tre giorni del tour dal 1º novembre 2012 alle 3 alla Wembley Arena di Londra. Ha proseguito in Germania nel novembre 2012, con un piano per visitare più di 30 paesi nel suo tour mondiale di cinque anni. Ad agosto 2016, Ice Age Live! A Mammoth Adventure ha concluso il suo tour mondiale ed è stata sostituita nel Nord America da Ice Age On Ice.

## Attrazione a tema
Le attrazioni ispirate a L'era glaciale sono presenti nel primo parco a tema 20th Century Fox, chiamato 20th Century Fox World, aperto nel 2017 come parte del Resorts World Genting, con sede in Malaysia.
Nel 2012 è stato inaugurato a Gardaland Resort Ice Age 4D, un cinema 4d con un inedito filmato ispirato a L'era Glaciale, in collaborazione con Merlin Entertainments e 20th Century Fox. Il filmato è stato sostituito da San Andreas nel 2018.